# Тирикуль (деревня)
Тирикуль — деревня в составе Бродокалмакского сельского поселения Красноармейского района Челябинской области России.

## География
Деревня расположена между озёрами Тирикуль и Отнога.

## Население
| 2002 | 2010 |
| ---- | ---- |
| 110  | ↘84  |